# イザヤ書
『イザヤ書』（イザヤしょ）は、旧約聖書の一書で、三大預言書（『イザヤ書』、『エレミヤ書』、『エゼキエル書』）の一つ。聖書自身の自己証言と伝承では紀元前8世紀の預言者イザヤに帰される。プロテスタント教会の一般的な配列では旧約聖書の23番目の書にあたる。なお、『イザヤ書』2章4節「主は国々の争いを裁き、多くの民を戒められる。
彼らは剣を打ち直して鋤とし、槍を打ち直して鎌とする。
国は国に向かって剣を上げず、もはや戦うことを学ばない。」は、国連ビルの建物の礎石に刻まれている。

## 概要

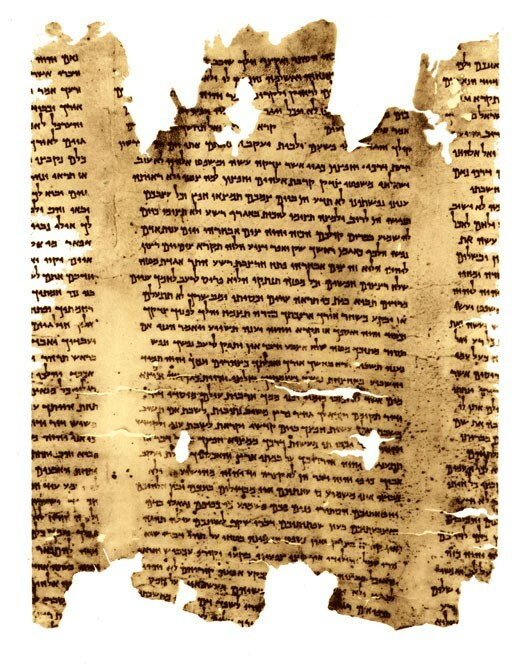
死海写本

イザヤ書は66章からなる。1-39章までを第一イザヤ、40章以下の第二イザヤ、56章以下の第三イザヤとする説が高等批評を受け入れる学者の立場である。一方、死海写本の発見に基づいて、『イザヤ書』が一巻の巻物として統一されていたなどの理由をもって、後半も前8世紀のイザヤのものとする立場をとる学者もいる。

## 複数イザヤ説
複数イザヤ説の立場には、大きく前半と後半に分けることができ、前半の39章を『第一イザヤ書』と呼ぶ学者がいる。高等批評の立場の近代聖書学者は、この『第一イザヤ書』のみが紀元前8世紀の預言者イザヤ自身によって語られたと考えている（ただし、高等批評では1-39章においても多くの箇所が前8世紀のイザヤ自身によるものではないと考えられる）。
後半はさらに2つに分けられるが、高等批評では著者の名前は知られていないとされる。
高等批評では、他のほとんどの預言書がそうであるように、預言者によって語られた言葉が弟子たちによってまず口承で受け継がれ、その後文書化されて以降も複雑な編集過程を経たと考えられており、それに伴い、構成も単純ではないとされる。
1892年の注解書の中でルター派神学者ベルンハルト・ドゥーム（Bernhard Duhm）が、56-66章を第三の預言者に帰されると主張して以来、バビロン捕囚からの帰還の時期に活動したと考えられる預言者による『第二イザヤ書』（40～55章）とさらに後代の預言者によるとされる『第三イザヤ書』（56～66章）が自由主義神学では区別される。

### 第一イザヤ書
預言者イザヤが繰り返し「アモツの子」と呼ばれているため、教父アウグスティヌスはその著書『神の国』の中で、預言者アモスの子であるとした。アモスの活動後約10年ほどしてイザヤは召命されたと考えられる。ただし、アモス、ホセアが北王国イスラエルで活動したと考えられるのに対し、前8世紀の預言者イザヤは、南王国ユダの首都エルサレムで活動した宮廷預言者であったと考えられる。そのため、アモスやホセアが主に出エジプトの伝承に拠っていたのに対し、イザヤにおいては、ダヴィデ王家とシオン（エルサレム）の選びの伝承が重視される。南王国ではほぼ同時代にミカ書によって知られる預言者ミカが活動したと考えられるが、ミカはエルサレムの徹底的な破壊をも預言した点が異なる。
また、イザヤがエルサレムで活動したということは、現実の政治権力への接近可能性という点でも重要であり、預言者イザヤは、ヒゼキヤ王の即位に際して役割を果たしたと推測される。
各章は、必ずしも年代順に編集されてはいないと考えられる。例えば、当然最初に置かれるべきだと思われる召命記事は、6章に置かれている。
- 1章には、『アモス書』にあるような生贄祭儀批判が見られる。
- 2章では、人間の傲慢と戦争[5]が非難の対象となるが、この神ではない人間の高ぶりは、イザヤの預言の重要な主題の一つである。
- 6章は召命記事である。
- 7-8章はシリア・エフライム戦争に関するものである。（インマヌエル預言）
- 13-14章は、バビロニアに関する預言であり、アッシリアの時代に生きた第一イザヤの預言と考えるのは不自然なので、後代に帰される。
- 24-27章は黙示的であり、バビロン捕囚以後に帰されることが多い。
- 34-35章は、第二イザヤ書に類似していることが一般に認められている。
- 36-38章では、アッシリアの王センナケリブによる侵略が描かれる。紀元前701年にエルサレムは辛うじて陥落を免れたが、これがシオンの選びの確証と捉えられたと考えられる。同一の事柄に関する『列王記』下18-20章の記述は、ヒゼキヤが貢納を課せられたことに触れているが、この『イザヤ書』では言及されていない。

### 第二イザヤ書
45章15節には、「隠れた神」（ラテン語訳では Deus absconditus）への言及が見られる。
『第二イザヤ書』で最も良く知られているのは、「主の僕（しもべ）」（42:1～4、 49:1～6、 50:4～9、52:13～53:12）に関する4箇所である。『第二イザヤ書』には「僕（しもべ）の歌」と呼ばれる箇所があることが、上述のベルンハルト・ドゥームによって指摘され、一般に受け入れられている。「僕（しもべ）」が誰なのかという問題については論争がある。この歌は、苦難に意味を見出した極めて重要な箇所であり、「僕（しもべ）」の代理贖罪的な死は、イエス・キリストを預言したものとしてキリスト教において重視された。